# 4840 Otaynang
4840 Otaynang (1989 UY) là một tiểu hành tinh vành đai chính được phát hiện ngày 23 tháng 10 năm 1989 bởi Y. Oshima ở Gekko.